# Belk Bowl 2016
Match précédent Match suivant
Le Belk Bowl 2016 est un match de football américain de niveau universitaire  joué après la saison régulière de 2016, le 26 décembre 2016 au Bank of America Stadium de Charlotte en Caroline du Nord. 
Il s'agit de la 15e édition du Belk Bowl.
Le match a mis en présence l'équipe des Razorbacks de l'Arkansas issue de la Southeastern Conference et l'équipe des Hokies de Virginia Tech issue de l'Atlantic Coast Conference.
Il a débuté à ? (heure locale) (UTC−06:00) et a été retransmis en télévision sur ESPN.
Sponsorisé par la chaîne de grands magasins Belk, le match est officiellement dénommé le Belk Bowl.
Virginia Tech gagne le match sur le score de 35 à 24.

## Présentation du match
| Équipes                                                                                                  | Conférences | Entraîneurs   | Stats. saison rég. | Classements avant le bowl CFP-AP-Coaches |
| --- | ----------- | ------------- | ------------------ | ---------------------------------------- |
| Razorbacks de l'Arkansas                                                                                 | SEC         | Bret Bielema  | 7-5                | NC                                       |
| Hokies de Virginia Tech                                                                                  | ACC         | Justin Fuente | 9-4                | 22 - 18 - 19                             |
| Arbitre : Brandon Cruse (Big 12) Équipe donnée favorite par les bookmakers : Virginia Tech par 7 points. |             |               |                    |                                          |

Il s'agit de la toute 1re rencontre entre ces deux équipes,

### Razorbacks de l'Arkansas
Avec un bilan global en saison régulière de 7 victoires et 5 défaites, Arkansas est éligible et accepte l'invitation pour participer au Belk Bowl de 2016.
Ils terminent 5e de la West Division de la SEC derrière #2 Alabama, #24 Auburn, #13 LSU et Texas A&M, avec un bilan en division de 3 victoires et 5 défaites.
À l'issue de la saison 2016 (bowl compris ou non compris), ils n'apparaissent pas dans les classements CFP , AP et Coaches.
Il s'agit de leur 1er apparition au Belk Bowl.

### Hokies de Virginia Tech
Avec un bilan global en saison régulière de 9 victoires et 4 défaites, Virginia Tech est éligible et accepte l'invitation pour participer au Belk Bowl de 2016. Il s'agit de leur 24e bowl consécutif, record de la NCAA.
Ils terminent 1er de la Coastal Division de l'Atlantic Coast Conference, avec un bilan en division de 6 victoires et 2 défaites.
À  l'issue de la saison 2016 (bowl non compris), ils seront classés #22 au classement du CFP, # 18 au classement AP et #19 au classement Coaches.
À l'issue de la saison 2016 (bowl compris), ils seront classés # 16 au classement AP et #17 au classement Coaches, le classement CFP n'étant pas republié après les bowls,
Il s'agit de leur 1er apparition au Belk Bowl.

## Résumé du match
Résumé , photos et vidéo du match sur The Blue Pennant
| QT          | Temps       | Drive       | Drive       | Drive       | Équipe      | Description de l'action | Score | Score |
| QT          | Temps       | Jeux        | Yards       | TDP         | Équipe      | Description de l'action | ARK   | VT    |
| ----------- | ----------- | ----------- | ----------- | ----------- | ----------- | --- | ----- | ----- |
| 1           | 13:23       | 4           | 6           | 01:24       | ARK         | Field Goal de 38 yards par kicker Cole Hedlund                                                                                                   | 3     | 0     |
| 1           | 02:22       | 9           | 90          | 04:32       | ARK         | TD à la suite d'une course de 1 yard par QB Austin Allen + 1 point de conversion par kicker Cole Hedlund kick good                               | 10    | 0     |
| 1           | 00:21       | 2           | 30          | 00:40       | ARK         | TD de 28 yards par TE Cheyenne O'Grady à la suite d'une réception d'une passe de QB Austin Allen + 1 point de conversion par kicker Cole Hedlund | 17    | 0     |
| 2           | 10:05       | 6           | 54          | 03:36       | ARK         | TD de 12 yards par WR Keon Hatcher à la suite d'une réception d'une passe de QB Austin Allen + 1 point de conversion par kicker Cole Hedlund     | 24    | 0     |
| 3           | 13:27       | 3           | 30          | 00:40       | VT          | TD à la suite d'une course de 4 yards par QB Jerod Evans + 1 point de conversion par kicker Joey Slye                                            | 24    | 7     |
| 3           | 04:18       | 5           | 44          | 02:10       | VT          | TD de 3 yards par RB Sam Rogers à la suite d'une réception d'une passe de QB Jerod Evans + 1 point de conversion par kicker Joey Slye            | 24    | 14    |
| 3           | 04:00       | 1           | 5           | 00:05       | VT          | TD de 5 yards par TE Chris Cunningham à la suite d'une réception d'une passe de QB Jerod Evans + 1 point de conversion par kicker Joey Slye      | 24    | 21    |
| 4           | 12:03       | 10          | 76          | 03:07       | VT          | TD à la suite d'une course de 6 yards par RB Travon McMillian + 1 point de conversion par kicker Joey Slye                                       | 24    | 28    |
| 4           | 06:41       | 2           | 8           | 00:16       | VT          | TD à la suite d'une course de 1 yard par QB Jerod Evans + 1 point de conversion par kicker Joey Slye                                             | 24    | 35    |
| Score final | Score final | Score final | Score final | Score final | Score final | Score final | 24    | 35    |

## Statistiques
| Statistiques par équipe                |                        |                         |
| Statistiques                           | ARK                    | VT                      |
| 1er down                               | 14                     | 25                      |
| 1er down à la course                   | 1                      | 9                       |
| 1er down à la passe                    | 11                     | 14                      |
| 1er down suite pénalité                | 2                      | 2                       |
| Conversion de 3e down                  | 2/14                   | 7/15                    |
| Conversion de 4e down                  | 0/0                    | 0/1                     |
| Jeux–yards                             | 65 jeux pour 314 yards | 778 jeux pour 413 yards |
| Yards à la course                      | 36                     | 159                     |
| Yards à la passe                       | 278                    | 243                     |
| Passes : Réussies-Tentées-Interceptées | 18/31, 3 int.          | 21/34, 1 int.           |
| Réussite en zone rouge/chances         | 3/3                    | 5/5                     |
| TD                                     | 3                      | 5                       |
| Field Goals                            | 1/1                    | 0/1                     |
| Sacks (Nombre-Yards gagnés)            | 4/18                   | 6/37                    |
| Fumbles (Nombre/Perdus)                | 1/1                    | 2/1                     |
| Pénalités (Nombre/Yards perdus)        | 12/75                  | 4/45                    |
| Temps de possession                    | 31:14                  | 28:46                   |

| Meilleur joueur (MVP) |               |       |
| Nom                   | Équipe        | Poste |
| Cam Phillips          | Virginia Tech | WR    |

| Statistiques individuelles |                   |                                                          |
| Quaterbacks                |                   |                                                          |
| ARK                        | Austin Allen      | 18/31 passes réussies, 3 interceptions, 278 yards, 2 TDs |
| VT                         | Jerod Evans       | 21/33, 1 interception, 243 yards, 2 TDs                  |
| Meilleurs coureurs         |                   |                                                          |
| ARK                        | Rawleigh Williams | 12 courses pour 34 nets gagnés, 0 TD                     |
| VT                         | Jerod Evans       | 22 courses pour 87 yards nets gagnés, 2 TDs              |
| Meilleurs receveurs        |                   |                                                          |
| ARK                        | Keon Hatcher      | 6 réceptions pour 105 yards, 1 TD                        |
| VT                         | Cam Phillips      | 6 réceptions pour 115, 0 TD                              |
| Meilleurs tackleurs        |                   |                                                          |
| ARK                        | Jared Collins     | 8 tacles solo et 4 assistes                              |
| VT                         | Brandon Facyson   | 7 tacles solo et 3 assistes                              |